# Fronteira França–Luxemburgo
A fronteira entre a França e Luxemburgo forma a divisa sul de Luxemburgo com a nordeste da França, medindo 73 km. Seu limite oeste é a tríplice fronteira dos dois países com a Bélgica, no rio Mosela, e no leste o ponto triplo é com a Alemanha;
Entre 1871 (final da Guerra Franco-Prussiana) e 1919 (após Primeira Grande Guerra), enquanto a Alsácia-Mosela (hoje - França) estava sob o domínio do Império Alemão, a fronteira entre França e Luxemburgo se resumia ao ponto de passagem entre Longlaville (Meurthe-et-Moselle) e Rodange comuna do Pétange (Região Sul). Os luxemburgueses desejavam ter forte contato com os franceses, mas havia pouco interesse recíproco. A Alemanha cobria dois terços das fronteiras luxemburguesas e as autoridades do país lutavam contra o relativo "cerco" ao país, em especial nos aspectos aduaneiros e comerciais. Para confrontar isso, buscavam se aproximar da França e da Bélgica;